# John Henry Kinkead
John Henry Kinkead (ur. 10 grudnia 1826 w Smithfield, zm. 15 sierpnia 1904 w Carson City) – skarbnik Terytorium Nevady w latach 1862–1864. Wybrany trzecim gubernatorem późniejszego stanu Nevada. Należał do Partii Republikańskiej. Sprawował urząd w latach 1879–1882. A od 1884 do 1885 roku pierwszy gubernator Dystryktu Alaski. 